# Казацкая скоропись

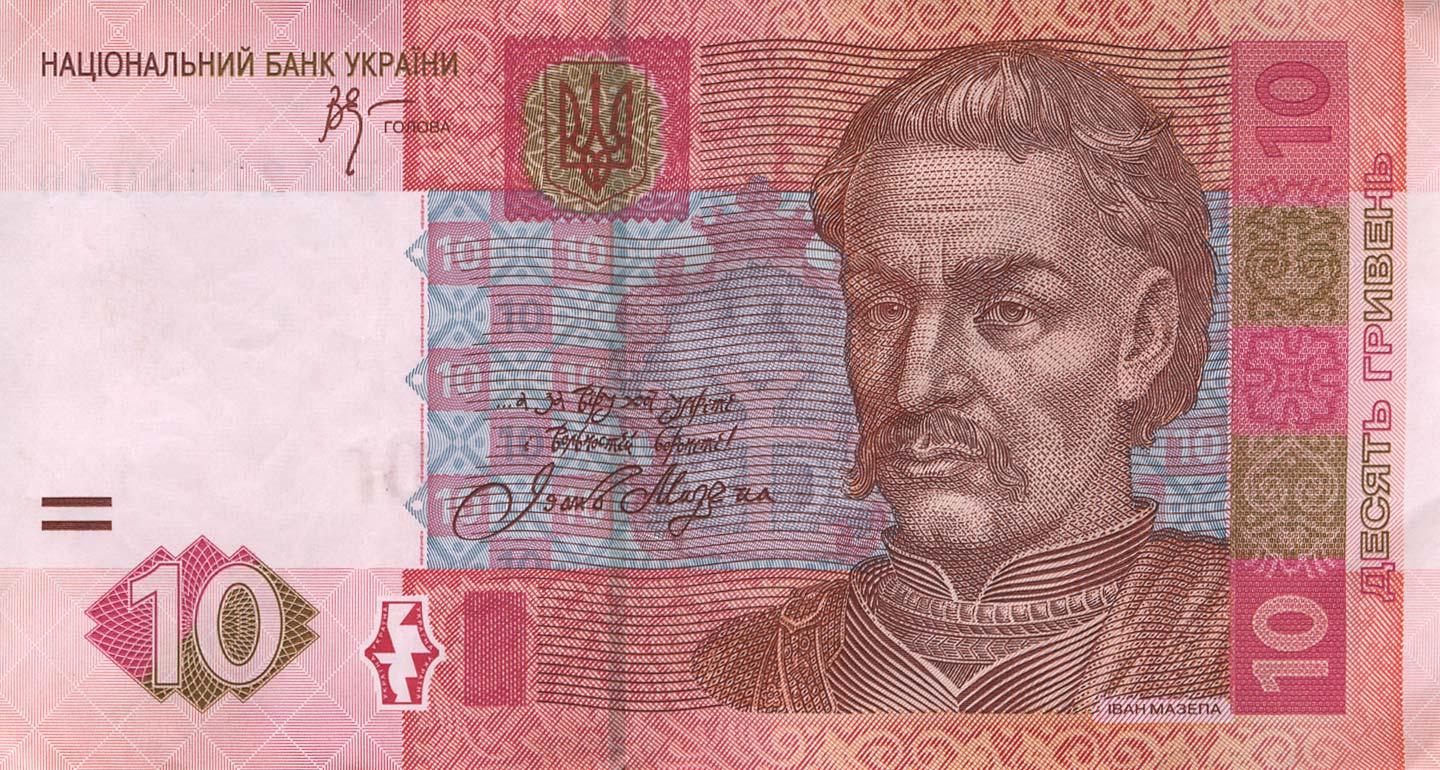
Украинская скоропись на украинских гривнах образца 2004 года. Скорописью написана цитата Мазепы: «А за віру хоч умріте і вольностей бороніте!».

Казацкая скоропись — кириллический шрифт, получивший широкое распространение в документах военных канцелярий Войска Запорожского в конце XVI — начале XVIII веков.

## Характеристика
Вот как характеризует казацкую скоропись Виталий Митченко в труде «Искусство скорописи в пространстве украинского барокко»:
|  | Возьмем любой универсал какой-то из украинских канцелярий и посмотрим, как писарь распоряжается «пространственным слоем листа». Композиционно и пространственно этот лист можно сравнить с фасадом барочной гробницы, нужно читать его сверху вниз. Сначала идут темпераментные закруты и росчерки, что даёт зрительный акцент начала надписи и вертикальную связь первым строкам. Они образуют сходство барочного картуша с характерной для украинской архитектуры этого периода динамикой и асимметрии в деталях. Далее начинается усиленная, изысканно-виртуозная и выверенная работа: написание слов и составление горизонталей строк в массиве надписи, где функцию вяжущего вещества выполняют вертикальные связи лигатур. И в конце надписи — росчерк, который является средством психологической разрядки после напряженного труда. Такая сложная пространственно-линейная ритмика присуща именно украинской скорописи. Европейская каллиграфия этого времени ритмичная, более размеренная. Пространственный слой листа, в котором находится массив надписи, неглубокий. Росчерк рациональный и упругий, словно сжатая пружина. В российской скорописи этого периода роль психологических розрядок, рядом с росчерками, выполняли выносные элементы букв, из-за чего надпись выходила более неровной, пульсирующий. |

## Приёмы
При скорописном письме в каллиграфических листах часто писали компактные слова: слова-образы, слова-идеограммы, которые читатель воспринимал целиком, не разбивая на отдельные буквы. Основными причинами этого являются такие скорописные приёмы:
- Не все буквы играли одинаково активную роль при письме: буквы Л, П, Т, И, М, О, Ш, А, Н, Е писались легко и играли роль пауз. Основную декоративную нагрузку несли буквы С, Б, К, З, Д, Е. Они пишутся, как правило, вверх и вниз от главной линии строки и с помощью выносных элементов создают своеобразную ритмику писания.
- Не все буквы сочетались друг с другом горизонтально (как это стало впоследствии, например, в канцелярском письме XIX века). Варианты сочетания букв горизонтально являются достаточно разнообразными. При этом в одном и том же тексте встречаются несколько вариантов сочетания одних и тех же букв, а соединительные линии часто приобретают самостоятельное декоративное значение. Связка соседних букв, строится таким образом, что очертания первой диктуют очертания следующей — и одновременно сами от них зависят.
- Горизонтальные лигатуры с одной стороны усиливают декоративность надписи, а с другой — «строят» строку, побуждая бежать взгляд слева направо. Вертикальные лигатуры рядом с выносными элементами играют роль связей между строками и немного задерживают скольжение взгляда по строке. Чаще всего над строкой выносили буквы X, Н, Р, М, Ш, Т.[2]